# Bronisława Szlakiewiczówna
Bronisława Szlakiewiczówna (ur. 1 lutego 1920 w Puławach, zm. 25 lipca 1968 w Lublinie) – polska geografka i hydrolożka.

## Życiorys
Ojcem był żołnierz, a matką dyrektorka szkoły gospodarczej dla dziewcząt w Puławach. W tym samym mieście chodziła do gimnazjum i zdała tam maturę (1938). Wakacje spędzała rokrocznie w Puziczach na Polesiu, gdzie rozwinęło się w niej umiłowanie dla geografii. Podjęła studia geograficzne na Uniwersytecie Jana Kazimierza we Lwowie, ale zaliczyła tam tylko jeden rok (wybuch wojny). Wojnę spędziła wraz z matką w Puławach. Pracowała jako robotnica i laborantka w Państwowym Instytucie Gospodarstwa Wiejskiego, jednocześnie studiując geografię na tajnych kompletach (na takich samych kompletach nauczała również geografii w zakresie szkoły średniej). Działała też na rzecz podziemia, jako doskonała znawczyni terenu. Po zakończeniu wojny podjęła studia na nowo powstałym Uniwersytecie Marii Curie-Skłodowskiej w Lublinie. Jej praca dyplomowa nosiła tytuł Gęstość sieci rzecznej międzyrzecza Wisły i Bugu. W 1952 doktoryzowała się na podstawie pracy Rozwój i rozmieszczenie miast w województwie rzeszowskim (osobiście odwiedziła wówczas około 90 miast regionu). W tym samym roku objęła stanowisko asystentki w Katedrze Geografii Ekonomicznej UMCS. Od 1956 była adiunktem w Zakładzie Hydrologii Katedry Geografii Fizycznej. Habilitowała się na podstawie fundamentalnej pracy Działy wodne Wyżyny Lubelskiej. Praca ta miała przyczynkowe znaczenia dla tej tematyki – podczas badań dokonała około 1200 pomiarów w terenie i zebrała około 1800 pomiarów cudzych. W tym samym roku zmarła na nowotwór jej matka, co spowodowało pogorszenie się zdrowia Szlakiewiczówny. W 1967 nowotwór wykryto także u niej. Pracę habilitacyjną obroniła w przerwie między zabiegami szpitalnymi. Zmarła 25 lipca 1968 i została pochowana w rodzinnych Puławach.